# Degtiarev DP 28
Le fusil-mitrailleur d'infanterie, Routchnoï poulemiot Degtyareva Pekhotny (ручной пулемёт Дегтярёва пехотный), plus connu sous le nom de DP-27, fut la première mitrailleuse soviétique, conçue après la révolution. Malgré quelques défauts, elle connut un emploi intensif pendant la Seconde Guerre mondiale et certains exemplaires restent en service de nos jours.

## Conception
Bien que cette arme porte le nom de son concepteur principal, l'ingénieur militaire Vassili Degtiarev, elle fut le fruit d'un travail collectif qui impliqua également Vladimir Fedorov, un autre inventeur, ingénieur et fabricant d'armes soviétique.

## Histoire
Au sortir de la guerre civile l'Armée rouge ne dispose, en fait de mitrailleuses, que des vieilles mitrailleuses Maxim russes PM1910 dotées de leurs affûts caractéristiques à deux petites roues et de quelques Madsen Model 1902 achetées lors de la guerre russo-japonaise de 1905. Après un essai de Tokarev et de Kalachnikov sur la base de la Maxim, c'est Vassili Degtiarev qui est chargé de concevoir une nouvelle arme automatique.
Sa proposition est une arme originale, qui apparaît en 1926. Elle fonctionne par emprunt de gaz, avec un piston situé sous le canon, le ressort récupérateur est logé autour du corps du piston dans le même tube. L'arme est alimentée par un grand chargeur circulaire de 47 coups, placé à plat sur le dessus. La forme du chargeur est due à la forme de la cartouche de 7,62 × 54 R qui est une cartouche à bourrelet, ce type de cartouche nécessitant des chargeurs très courbés (comme sur le fusil français Chauchat), un chargeur circulaire placé sur le dessus permet d'augmenter la capacité de ce dernier. Elle entre en service dans l'Armée rouge en 1928. Deux autres versions en sont dérivées, l'une pour l'utilisation dans les blindés appelée Degtiareva Tankovy (Дегтярёва танковый) ou DT et une autre pour l'utilisation aérienne, la Degtiareva Aviatsionny (Дегтярёва авиационный) ou DA. Elles se distinguent de la version d'infanterie par l'absence de crosse et l'emploi d'un chargeur de 60 cartouches.
Au cours de la Seconde Guerre mondiale, on s'aperçut que l'échauffement du canon lors des tirs prolongés dilatait le ressort récupérateur, tout proche, ce qui menait à des incidents de tir. Le ressort fut alors déplacé dans un autre tube, derrière la culasse, donnant naissance aux versions DPM et DTM (M pour « modernisé ») ; le DPM recevant en plus une nouvelle crosse triangulaire et surtout une poignée-pistolet. Après la guerre, une version de la DPM fut transformée pour utiliser des bandes de munitions plutôt que les chargeurs tambour et baptisée RP46. Au début des années 1950, les DPM et RP46 cédèrent la place au Degtiarev RPD qui abandonnera le 7,62x54R. On en retrouvera néanmoins des exemplaires durant la guerre du Viêt Nam aux mains du Vietcong, qui en reçut de la Chine et de l'URSS. Cette arme rustique est toujours en service dans les années 2010, notamment en Libye et en Syrie.

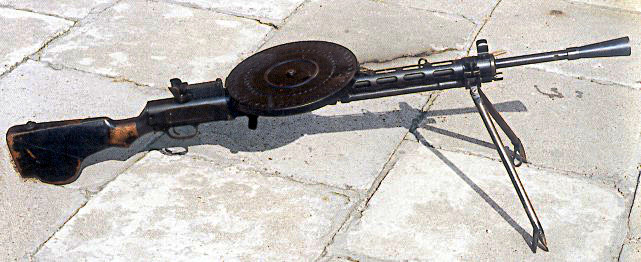
Le FM DP28 utilisé avec succès par l'Armée rouge contre la Wehrmacht.
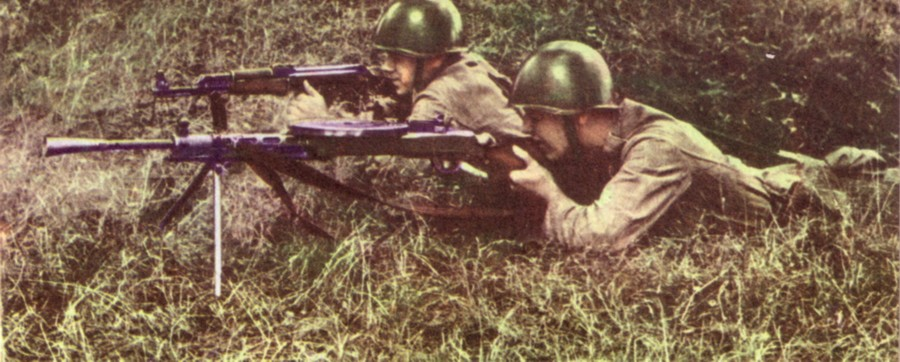
Soldat polonais s'entraînant à tirer avec un DP. Le second utilise une AK).
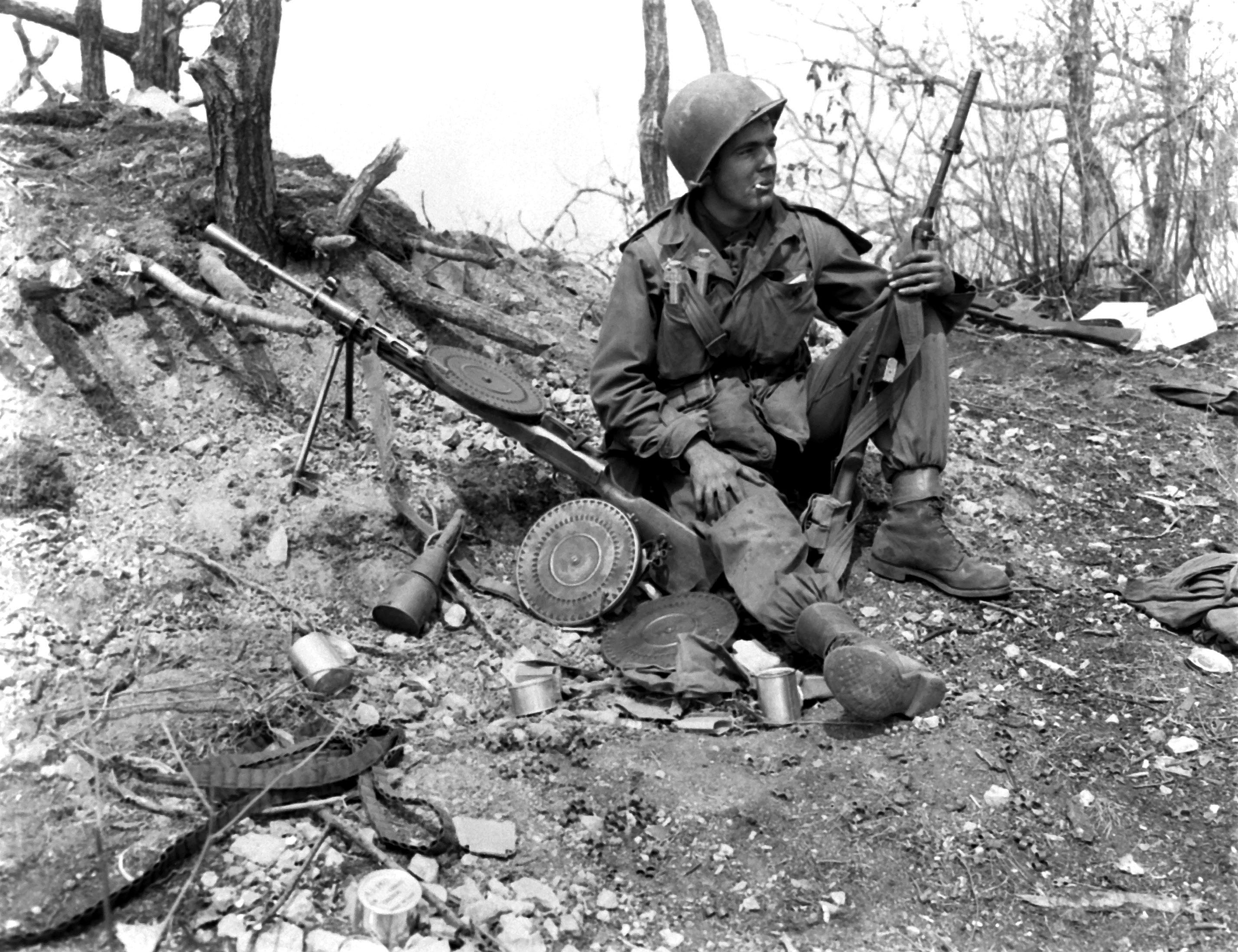
Soldat américain le 25 avril 1951 durant la guerre de Corée.
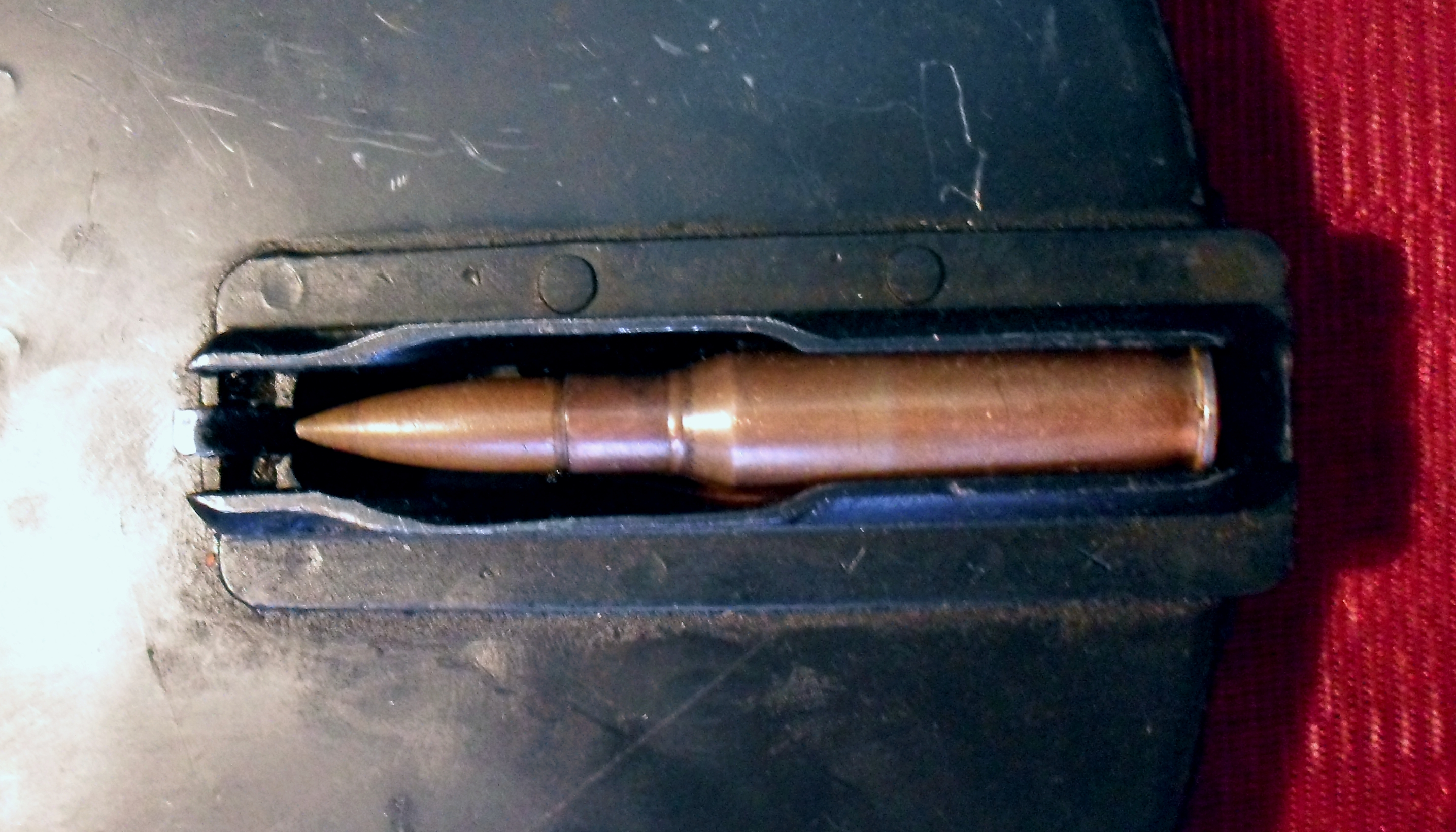
Cartouche de 7,62 mm.

## Variantes
- DP version d'infanterie, chargeur de 47 coups, crosse.
- DT version pour les blindés, chargeur de 60 coups, crosse métallique plus courte, poignée pistolet. Constitua l'armement principal des  BA-20.
- DA version pour les avions, chargeur de 60 coups, crosse métallique plus courte, poignée pistolet. Arma les Polikarpov Po-2 et Tupolev TB-3.
- DPM version d'infanterie avec ressort récupérateur dans la crosse.
- DTM version pour les blindés avec ressort récupérateur dans la crosse.
- RP46 version alimentée par bandes.

## Caractéristiques techniques

### DP
- Fonctionnement : emprunt de gaz
- Munition : 7,62 × 54 mm R
- Longueur : 1 270 mm
- Longueur du canon : 604,5 mm
- Masse : 11,9 kg (chargé) 9,12 kg (à vide)
- Cadence de tir théorique : 500 à 600 coups par minute.
- Vitesse initiale : 840 m/s

### DPM
- Fonctionnement : emprunt de gaz
- Munition : 7,62 × 54 mm R
- Longueur : 1 265 mm
- Longueur du canon : 604,5 mm
- Masse : 12,2 kg (à vide)
- Cadence de tir théorique : 520 à 580 coups par minute.